# عربی حضرموتی
عربی حضرموتی یا عربی حضرمی یکی از گویش‌های عربی است که حضرمی‌ها در حضرموت بدان سخن می‌گویند. این گویش در میان مهاجران حضرموتی در شاخ آفریقا (سومالی و اریتره)، شرق آفریقا (اتحاد قمر، زنگبار، کنیا، تانزانیا و موزامبیک)، جنوب شرق آسیا (اندونزی، مالزی، برونئی و سنگاپور) و اخیراً کشورهای عربی خلیج فارس نیز رایج است. این گویش دارای تعدادی ویژگی منحصر به فرد است که برای هماهنگی، نفی و انواع جملات دیگر استفاده می‌شود.